# Sarah-Jane Potts
Sarah-Jane Potts (* 30. August 1976 in Bradford, West Yorkshire, England) ist eine britische Schauspielerin.

## Leben und Karriere
Potts wurde 1976 in Bradford, England geboren. Sie und ihr jüngerer Bruder Andrew Lee Potts gingen auf die Bradfords Scala Kids stage School. Als Teenager arbeitete sie in einem Café in Bradford. Sie verließ die Schule mit Advanced-Level-Abschluss. Von 1999 bis 2001 war sie mit Erik Palladino liiert, den sie auf einem Filmfestival in Schweden kennenlernte. Gemeinsam zogen sie nach Los Angeles. Sarah-Jane Potts heiratete am 1. Juni 2002 den US-amerikanischen Schauspieler Tony Denman, den sie zuvor bei den Dreharbeiten zu Almost Legal – Echte Jungs machen’s selbst kennenlernte. Aus dieser Ehe entstammt ein Sohn, der im Jahr 2004 geboren wurde. Die Ehe ist mittlerweile geschieden.
Potts erster Auftritt beim Fernsehen war im Jahr 1989, diesen hatte sie in der Fernsehserie Children’s Ward. Anschließend folgten Auftritte in verschiedenen Serien. Ihren größten Auftritt hatte sie in der Komödie Almost Legal – Echte Jungs machen’s selbst als Ashley. 2011/2012 stand sie für die britische Fernsehserie Holby City als Eddie McKee vor der Kamera.

## Privatleben
Im Jahr 2013 heiratete Sarah-Jane Potts den Schauspieler Joseph Millson. Diesen hatte sie bei Dreharbeiten zu der Fernsehserie Holby City kennengelernt.

## Filmografie (Auswahl)
- 1998: Zeit der Grausamkeit (Woundings)
- 1999: Mauvaise passe
- 1999: Wonderland
- 2000–2001: Felicity (Fernsehserie, 14 Episoden)
- 2002: New York Cops – NYPD Blue (NYPD Blue, Fernsehserie, Episode 10x04 Meat me in the Park)
- 2003: Almost Legal – Echte Jungs machen’s selbst (After School Special)
- 2004: Breaking Dawn
- 2005: Kinky Boots – Man(n) trägt Stiefel (Kinky Boots)
- 2006: Sugar Rush (Fernsehserie, 10 Episoden)
- 2011–2012: Holby City (Fernsehserie, 58 Episoden)
- 2014: Gracepoint (Miniserie, 10 Episoden)
- 2015: New Tricks – Die Krimispezialisten (New Tricks, Fernsehserie, Episode 12x10)
- 2015: The Chameleon
- 2021: Zero chill (Fernsehserie, 10 Episoden)
- 2021: The Lockdown Hauntings
- 2021: Vengeance Is Mine
- 2022: Prancer – A Christmas Tale
- 2022: The Teacher (Fernsehserie, 3 Episoden)
- 2023: In Camera
- 2025: Signs of Life